# Eusebius von Caesarea

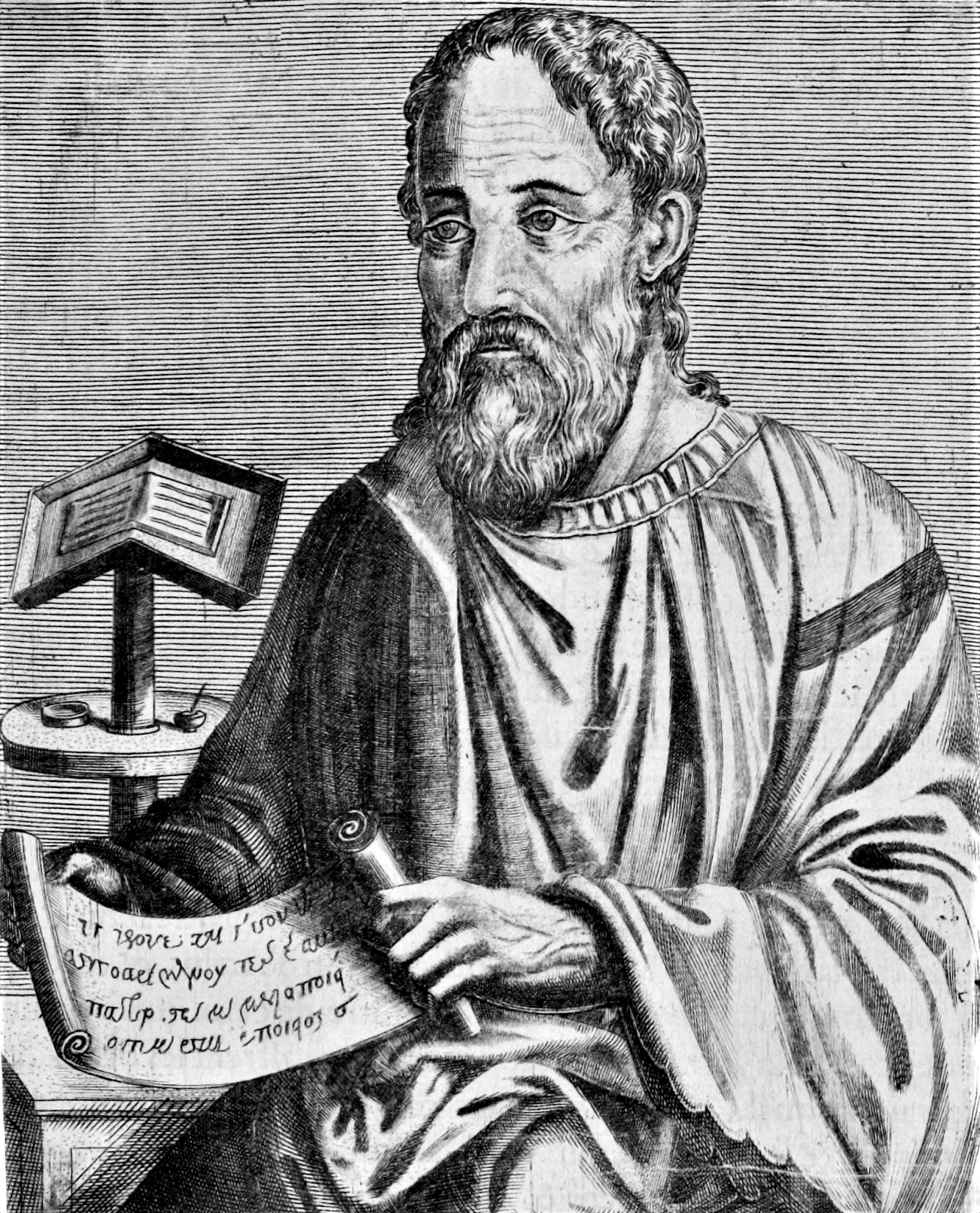
Eusebius von Cäsarea, Phantasieporträt des 16. Jahrhunderts

Eusebius von Caesarea (* 260/64 in Palaestina; † 339 oder 340 in Caesarea; altgriechisch Εὐσέβιος ὁ τῆς Καισαρείας, deutsch ‚Eusebios von Kaisareia‘, lateinisch Eusebius Caesariensis) war ein spätantiker christlicher Theologe und Geschichtsschreiber. Seine Werke bilden eine der wichtigsten Quellen für die frühe Kirchengeschichte. Eusebius wird daher als der „Vater der Kirchengeschichte“ bezeichnet und zu den Kirchenvätern gezählt.

## Leben
Über die Herkunft des Eusebius ist nicht viel bekannt, wahrscheinlich wurde er in der römischen Provinz Palästina geboren. Er war ein Schüler und Mitarbeiter des Pamphilos von Caesarea – eines Kirchenvorstehers in Caesarea in Palästina –, über dessen Leben er in späteren Jahren eine nur in Zitaten erhaltene Vita verfasste. Wegen seines, wohl auch in wirtschaftlicher Hinsicht, engen Verhältnisses zu Pamphilos wurde er als Schriftsteller mit dem Distinktiv ὁ Παμφίλου oder Eusebius Pamphili („Eusebius des Pamphilos“) belegt, das er anscheinend auch für sich selbst übernahm. Eusebius machte intensiven Gebrauch von der umfangreichen Bibliothek des Pamphilos, von dem er im philologischen Umgang mit christlichen Texten unterwiesen wurde.
Während der diokletianischen Verfolgung, in der Eusebius bereits mit seiner Gelehrtentätigkeit begann, erlitten Pamphilos und andere Christen in Palästina, Tyros und Ägypten das Martyrium. Auch der Name des heiligen Georg, eines römischen Offiziers, der an einem 23. April das Martyrium erlitt, taucht bei Eusebius erstmals auf. In seiner Schrift Über die palästinischen Märtyrer gibt Eusebius ein anschauliches Bild dieser Zeit.
Nach Beendigung der diokletianischen Verfolgung wurde er um 313 zum Bischof von Caesarea gewählt. Über die folgenden Jahre ist wenig bekannt. Im arianischen Streit spielte er keine eindeutige Rolle. So verteidigte er Arius gegenüber dem Bischof Alexander von Alexandria und unterzeichnete nur unter Vorbehalt auf dem ersten Konzil von Nicäa 325 das nicaenische Symbol sowie das Anathema gegen die Arianer. Kurz zuvor durch eine Synode in Antiochia exkommuniziert, erschien Eusebius vor dem Konzil und wurde dort nach Vorlage seines Glaubensbekenntnisses von Kaiser Konstantin als rechtgläubig anerkannt.
In den folgenden Jahren blieb Eusebius wiederholt gegen seine innerkirchlichen Gegner in Syrien und Palästina siegreich. So leitete er 335 die Synode von Tyros, die Athanasios von Alexandria exkommunizierte. Nach dem Tod Konstantins lebte Eusebius nur noch kurze Zeit; er starb 339 oder 340.

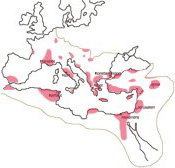
Die Ausbreitung des frühen Christentums. Gebiete mit starken christlichen Gemeinden um das Jahr 325 n. Chr.; Zentren mit hoher Dichte in altrosa

## Theologisches Profil
Während Eusebius’ Bedeutung lange Zeit auf seine historischen Werke reduziert wurde, gelangt in der neueren Patristik auch sein theologisches Profil in den Blick. Er ergreift anfangs Partei für Arius, distanziert sich aber während und nach dem Konzil von Nicaea von dessen antitrinitarischen Spitzenaussagen. Er ist damit Repräsentant einer Mittelposition, die zwar trinitarisch lehrt, aber in der Nachfolge der Theologie des Origenes in subordinatianischem Sinn. Wie Origenes ging er vom Grundgedanken der absoluten Souveränität Gottes aus. So war für ihn Gott der Ursprung von allem, was geschaffen ist. Christus aber war ihm von Gott gezeugt, nicht geschaffen, so dass Christus für Eusebius aus Gott, von diesem aber zu unterschieden sei wie das Licht von seiner Quelle. Damit vertrat er den Subordinatianismus.
Juden waren für Eusebius das negative Gegenbild zu den Christen. In seinem Kommentar zu Ps 109,9  bezog Eusebius die Stelle „seine Kinder sollen Waisen werden und seine Frau eine Witwe“ auf Judas Iskariot. Da Judas laut biblischer Überlieferung keine Kinder hatte, folgerte Eusebios, die Söhne des Judas seien die Juden. Diese trügen, wie er schrieb, „nämlich ihren Namen nicht nach Juda [dem Sohn Jakobs], der ein heiliger Mann war, sondern nach dem Verräter Judas. In der Linie von Juda sind wir [Christen] Juden im Geiste – in der Linie des Verräters Judas aber stehen die Juden nach dem Fleisch“.

## Werke

### Historische Schriften
Eusebius war ein pragmatischer Denker und ein sehr belesener Gelehrter, der sich offenbar auf umfassendes Quellenmaterial stützte. Er hatte Zugang zu vielen Quellen, öffentlichen Archiven, Kirchenbibliotheken und sogar Privatsammlungen (er baute beispielsweise die Bibliothek des Origenes weiter aus), die heute nicht mehr erhalten sind. Seine zahlreichen Zitate daraus sind historisch wertvoll. Darüber hinaus berichtete er Selbsterlebtes und Berichte von Augenzeugen. Diese Schilderungen sind nach heutigen Maßstäben nicht neutral, doch war Neutralität im modernen Sinne nicht die Hauptzielsetzung antiker Autoren. Eusebius hatte dennoch die Absicht, zu schildern, wie es sich zugetragen hat, und er sichtete sein Material teilweise durchaus kritisch, wenngleich er bisweilen selektiv vorging.
Wichtig für das Verständnis seiner in griechischer Sprache verfassten Werke ist, dass es ihm nicht um eine Geschichte der noch im Entstehen begriffenen Kirche ging, sondern um eine Darstellung der bereits existierenden, die er in den weiteren Rahmen der Weltgeschichte einordnen wollte. Hierbei spielten auch eschatologische Erwartungen eine Rolle. Für Eusebius bedeutet die Herrschaft Konstantins und die konstantinische Wende den Beginn einer Heils- und Friedenszeit.
Die Abfassungszeit der Chronik wie der Kirchengeschichte ist in der Forschung umstritten, doch ist sicher, dass von beiden Werken zunächst eine Fassung angefertigt wurde, die Eusebius später überarbeitete und bis zu ihrer Endfassung fertigstellte. Beide Werke begründeten auch den Ruhm des Eusebius bei späteren Autoren. Seine Konstantinbiographie verfasste er erst gegen Ende seines Lebens; sie scheint nicht mehr redigiert worden zu sein.

#### Chronik
Jahrhundertelang wurde als Quelle aller synchronistischen Geschichtskenntnisse seine Chronik geschätzt, doch sind heute keine Originale erhalten. Der erste Teil der Chronik enthielt eine bis in das Jahr 325 n. Chr. reichende Sammlung von Chronologien verschiedener Völker, die in kritischer Form die Basis für den zweiten Teil bildeten. Buch 1 ist fast vollständig in der armenischen Version aus dem sechsten Jahrhundert n. Chr. erhalten geblieben. Josef Karst hat auf dieser Grundlage eine zuverlässige deutsche Übersetzung angefertigt. In der Forschung wird diskutiert, wie genau die armenische Version das griechische Original wiedergibt, doch wird sie als recht zuverlässige Fassung angesehen. Der zweite Teil der Chronik (die Canones) bietet in Tabellenform einen historischen Überblick von der „Schöpfung“ bis 325, einschließlich einer Chronologie von Herrschaftsjahren und Olympiaden. Hieronymus übersetzte später nur Buch 2 in die lateinische Sprache, wobei er in seiner Übersetzung auf die in armenischer Sprache vorliegende quellenkritische Einleitung des Eusebius verzichtete. Von Bedeutung ist, dass Eusebius, der zahlreiche Quellen heranzog, Zugriff auch auf teils heute nicht mehr erhaltene Werke hatte.

#### Kirchengeschichte
In seinem Hauptwerk, der Kirchengeschichte, schilderte Eusebius in zehn Büchern die Geschichte vom Entstehen der christlichen Kirche bis 324. Dabei sind die Angaben zur Authentizität der biblischen Schriften und die zahlreichen frühen außerbiblischen Zeugnisse zur historischen Bestätigung des biblischen Jesus von großer Bedeutung. Er liefert vor allem in den letzten drei Büchern eine reichhaltige Dokumentation durch eigene Nachforschungen. Aufgenommen wurde allerdings nur das, was in sein Bild passte. Er achtete sorgsam auf die innere Konzeption des Werkes. Als Origenist widmete er dem umstrittenen Origenes den Großteil eines ganzen Buches (VI 2–36). Eusebius ist die Hauptquelle für Origenes-Schriften. Er sammelte hunderte von Briefen des Origenes, manche sind allerdings fraglichen Ursprungs.
Seine Kirchengeschichte entfaltete eine beträchtliche Nachwirkung und wurde später fortgeführt von Sokrates Scholastikos, Sozomenos, Theodoret von Kyros und Euagrios Scholastikos. Rufinus von Aquileia übertrug sie frei ins Lateinische.

#### Vita Constantini
Nach dem Tode Konstantins widmete ihm Eusebius sein vier Bücher umfassendes Werk Das Leben Konstantins (Vita Constantini). Es ist eine offen parteiliche Lobschrift auf den verstorbenen Kaiser, die den künftigen Herrschern angesichts der bevorstehenden innerkirchlichen Konflikte als Vorbild und Mahnung dienen sollte. Die einst angezweifelte Echtheit der eingefügten Dokumente wird heute im Wesentlichen anerkannt, so dass das Werk trotz seines tendenziösen Charakters wichtige Informationen vermittelt.

### Weitere Werke von Eusebius
- die Lobrede auf Konstantin zu dessen 30-jährigem Regierungsjubiläum 336
- Über die palästinischen Märtyrer, eine Schilderung der Diokletianischen Christenverfolgung von 303 bis 311
- die Apologie Praeparatio evangelica in 15 Büchern
- die Apologie Demonstratio evangelica in 20 Büchern (erhalten sind nur Buch 1–10 und mehrere Fragmente aus Buch 15)
- dogmatische und exegetische Schriften
- Bearbeitung der Kanontafeln zu den vier Evangelien (Eusebischer Kanon)

## Ausgaben und Übersetzungen
- Ulrich Zell: De evangelica praeparatione. Köln um 1473 (Digitalisat).
- Karl Mras: Eusebius Werke, Bd. 8.1: Die Praeparatio evangelica: Einleitung, die Bücher I–X. Hinrichs, Leipzig 1954.
- Karl Mras: Eusebius Werke, Band 8.2: Die Praeparatio evangelica, die Bücher XI–XV. Hinrichs, Leipzig 1956.
- Ivar A. Heikel (Hrsg.): Die griechischen christlichen Schriftsteller der ersten drei Jahrhunderte (=  Eusebius Werke. Band 1). Hinrichs, Leipzig 1902 Digitalisat.
- Eduard Schwartz: Die griechischen christlichen Schriftsteller der ersten drei Jahrhunderte (= Eusebius Werke. Band 2,  Teil 3). Hinrichs, Leipzig 1909 Digitalisat.
- Erich Klostermann (Hrsg.): Die griechischen christlichen Schriftsteller der ersten drei Jahrhunderte (= Eusebius Werke. Band 4). Hinrichs, Leipzig 1906 Digitalisat.
- Ivar A. Heikel: Die griechischen christlichen Schriftsteller der ersten drei Jahrhunderte (= Eusebius Werke. Band 6). Hinrichs, Leipzig 1913 Digitalisat.
- Erich Klostermann (Hrsg.): Das Onomastikon der biblischen Ortsnamen (= Eusebius Werke. Band 3, erste Hälfte). Hinrichs, Leipzig 1904 Digitalisat
- Josef Karst: Eusebius Werke. Fünfter Band. Die Chronik. Hinrichs, Leipzig 1911 Digitalisat.
- Eusebius von Caesarea: Kirchengeschichte. Brodhag, Stuttgart 1839 (Digitalisat).
- Eusebius von Caesarea: Kirchengeschichte. Herausgegeben und eingeleitet von Heinrich Kraft, übersetzt von Philipp Haeuser, 2. Auflage, Kösel, München 1981, ISBN 3-466-20023-7.
- Eusebius von Caesarea: De vita Constantini = Über das Leben Konstantins (= Fontes Christiani. Band 83). Übersetzt und kommentiert von Horst Schneider, eingeleitet von Bruno Bleckmann. Brepols, Turnhout 2007, ISBN 978-2-503-52559-4.
- Eusebios: Über das Leben des glückseligen Kaisers Konstantin (= Bibliotheca Classicorum. Band 1). Herausgegeben, übersetzt und kommentiert von Paul Dräger, 2. durchgesehene Auflage, Utopica, Oberhaid 2007, ISBN 978-3-938083-06-2.
- Eusebius von Caesarea: De laude Constantini = Lobrede auf Konstantin (= Fontes Christiani. Band 89). Übersetzt und kommentiert von Horst Schneider, Freiburg, Herder 2020, ISBN 978-3-451-32922-7.